# لرد والتر کر
لرد والتر کر (انگلیسی: Lord Walter Kerr; ۲۸ سپتامبر ۱۸۳۹ – ۱۲ مهٔ ۱۹۲۷) افسر نیروی دریایی پادشاهی بریتانیا بود. پس از شرکت در جنگ کریمه و سپس شورش هند، او بر واگذاری اولسینج به مونته‌نگرو نظارت داشت تا مونته‌نگرو بتواند بر اساس مفاد پیمان برلین به دریا دسترسی داشته باشد. او کاپیتان پرچم فرمانده کل ناوگان کانال و سپس فرمانده کل ناوگان مدیترانه شد. او سپس به عنوان فرمانده دوم ناوگان مدیترانه، سپس فرمانده کل ناوگان کانال و سرانجام به عنوان فرمانده اول نیروی دریایی منصوب شد. در این سمت، او در مواجهه با گسترش نیروی دریایی آلمان، دوره‌ای از تجدید تسلیحات مداوم را رهبری کرد، اما بی‌وقفه توسط دریاسالار سر جان فیشر مورد آزار و اذیت قرار می‌گرفت.